# Pterorthochaetes brevisetosus
Pterorthochaetes brevisetosus är en skalbaggsart som beskrevs av Raffaello Gestro 1899. Pterorthochaetes brevisetosus ingår i släktet Pterorthochaetes och familjen Hybosoridae. Inga underarter finns listade i Catalogue of Life.